# Euthria cornea
Euthria cornea is een slakkensoort uit de familie Buccinidae. De wetenschappelijke naam werd gepubliceerd in 1758 door Carl Linnaeus in de tiende editie van Systema naturae.